# 長野県立北部高等学校
もしかして
- 長野県北部高等学校

ではありませんか？